# Lijst van Nederlandse films (1970-1979)
Dit is een lijst van Nederlandse films in de periode van 1970 t/m 1979, in chronologische volgorde.
| Titel                                                 | Jaar   | Regisseur                   | Acteurs                                                                                           | Genre            | Bijzonderheden                                        |
| ----------------------------------------------------- | ------ | --------------------------- | ------------------------------------------------------------------------------------------------- | ---------------- | ----------------------------------------------------- |
| Allemaal naar Bed                                     | 1970   | Dick Visser                 |                                                                                                   | Documentaire     |                                                       |
| De Worstelaar                                         | 1970   | Paul Verhoeven              | o.a. Wim Zomer                                                                                    | Korte film       |                                                       |
| Rubia's Jungle                                        | 1970   | Pim de la Parra             | Quinn O'Hara, Adrian Brine                                                                        | Drama            |                                                       |
| De val                                                | 1970   | Adriaan Ditvoorst           |                                                                                                   |                  |                                                       |
| Puppet on a chain                                     | 1970   | Geoffrey Reeve, Don Sharp   | Sven-Bertil Taube, Barbara Parkins                                                                | Thrillerfilm     |                                                       |
| Blue movie                                            | 1971   | Wim Verstappen              | Hugo Metsers, Helmert Woudenberg                                                                  | Erotiek, Drama   |                                                       |
| Daniel                                                | 1971   | Erik Terpstra               | Peter Schaapman, André van den Heuvel                                                             | Komedie          |                                                       |
| Mira                                                  | 1971   | Fons Rademakers             | Willeke van Ammelrooy, Jan Decleir                                                                | Drama            | Belgische coproductie                                 |
| Wat zien ik!?                                         | 1971   | Paul Verhoeven              | Ronny Bierman, Sylvia de Leur                                                                     | Komedie          |                                                       |
| De inbreker                                           | 1972   | Frans Weisz                 | Rijk de Gooyer, Jon Bluming                                                                       | Thriller Misdaad |                                                       |
| Bij de beesten af                                     | 1972   | Bert Haanstra               |                                                                                                   | Documentaire     |                                                       |
| Van Doorn                                             | 1972   | Wim Verstappen              | Kees Brusse, Andrea Domburg                                                                       | Drama            |                                                       |
| Angela                                                | 1973   | Nicolai van der Heyde       | Sandy van der Linden, Barbara Hershey                                                             | Drama            |                                                       |
| Turks fruit                                           | 1973   | Paul Verhoeven              | Rutger Hauer, Monique van de Ven                                                                  | Drama            | Naar het boek van Jan Wolkers                         |
| Naakt over de schutting                               | 1973   | Frans Weisz                 | Rijk de Gooyer, Jon Bluming                                                                       |                  |                                                       |
| Niet voor de Poezen                                   | 1973   | Fons Rademakers             | Bryan Marshall, Alexandra Stewart                                                                 | Drama Misdaad    |                                                       |
| Het dwaallicht                                        | 1973   | Frans Buyens                | Tim Beekman                                                                                       | Drama            | Belgische coproductie                                 |
| Frank en Eva                                          | 1973   | Pim de la Parra             | Hugo Metsers, Willeke van Ammelrooy                                                               | Erotiek Drama    |                                                       |
| Op de Hollandse toer                                  | 1973   | Harry Booth                 | Wim Sonneveld                                                                                     | Komedie          |                                                       |
| Vaarwel                                               | 1973   | Guido Pieters               | Pieke Dassen, Iwan Ruycken                                                                        | Drama            |                                                       |
| De blinde fotograaf                                   | 1973   | Adriaan Ditvoorst           |                                                                                                   |                  |                                                       |
| Geen paniek                                           | 1973   | Ko Koedijk                  | Johnny Kraaykamp, Rijk de Gooyer                                                                  | Komedie          |                                                       |
| Dakota                                                | 1974   | Wim Verstappen              | Kees Brusse                                                                                       |                  |                                                       |
| Mariken van Nieumeghen                                | 1974   | Jos Stelling                | Ronnie Montagne, Sander Pais                                                                      | Historisch Drama |                                                       |
| Alicia                                                | 1974   | Pim de la Parra             | Willeke van Ammelrooy, Hugo Metsers                                                               | Erotiek, Drama   |                                                       |
| De vijf van de vierdaagse                             | 1974   | René van Nie                | Johnny Kraaykamp, Jan Blaaser                                                                     | Komedie          |                                                       |
| Help, de dokter verzuipt!                             | 1974   | Nikolai van der Heyde       | Piet Bambergen, Jules Croiset                                                                     | Komedie          |                                                       |
| Oom Ferdinand en de toverdrank                        | 1974   |                             |                                                                                                   |                  |                                                       |
| Pusteblume                                            | 1974   | Ardian Hove                 | Rutger Hauer Dagmar Lassander                                                                     | Drama Romantiek  | co-productie Duitsland, Pusteblume op filmfestival.nl |
| Verloren Maandag (Eng.:Way Out)                       | 1974   | Luc Monheim                 | Fred Van Kuyk, Jan Decleir, Monique van de Ven, Joris Collet, Roger Van Hool, Marysia de Pourbaix | Drama            | Belgisch-Nederlandse coproductie                      |
| Zwaarmoedige verhalen voor bij de centrale verwarming | 1975   |                             |                                                                                                   |                  |                                                       |
| Mijn nachten met Susan, Olga, Julie, Piet en Sandra   | 1975   | Pim de La Parra             | Willeke van Ammelrooy, Hans van der Gragt                                                         |                  |                                                       |
| Rooie Sien                                            | 1975   | Frans Weisz                 | Willeke Alberti, Jules Hamel                                                                      | Drama            |                                                       |
| Keetje Tippel                                         | 1975   | Paul Verhoeven              | Rutger Hauer Monique van de Ven                                                                   |                  |                                                       |
| Het jaar van de Kreeft                                | 1975   | Herbert Curiel              | Rutger Hauer, Willeke van Ammelrooy                                                               |                  |                                                       |
| De laatste trein                                      | 1975   | Erik van Zuylen             | Han Bentz van den Berg, Monique van de Ven                                                        | Drama            |                                                       |
| Flanagan                                              | 1975   | Adriaan Ditvoorst           | Guido de Moor, Eric Schneider                                                                     |                  |                                                       |
| Heb medelij, Jet!                                     | 1975   | Frans Weisz                 | John Kraaykamp, Piet Römer                                                                        | Komedie          |                                                       |
| Dokter Pulder zaait papavers                          | 1975   | Bert Haanstra               | Kees Brusse, Ton Lensink                                                                          | Drama            |                                                       |
| Kind van de zon                                       | 1975   | René van Nie                | Josee Ruiter, Ramses Shaffy                                                                       | Drama            |                                                       |
| Mens erger je niet                                    | 1975   | Wim Verstappen              | Willeke van Ammelrooy, Hugo Metsers                                                               | Komedie Drama    |                                                       |
| De Heilige Familie                                    | 1975   |                             |                                                                                                   |                  |                                                       |
| Rufus                                                 | 1975   | Samuel Meyering             | Rijk de Gooyer, Cox Habbema                                                                       | Komedie Drama    |                                                       |
| Pim Pandoer in het nauw                               | 1975   |                             |                                                                                                   |                  |                                                       |
| Pipo de Clown en de Piraten van Toen                  | 1975   |                             | Cor Witschge                                                                                      | Jeugd            | Eerste film gebaseerd op de jeugdserie Pipo de Clown  |
| De dwaze lotgevallen van Sherlock Jones               | 1975   | Nikolai van der Heyde       | Piet Bambergen                                                                                    | Komedie          |                                                       |
| De komst van Joachim Stiller                          | 1976   | Harry Kümel                 | Hugo Metsers, Willeke van Ammelrooy                                                               | Miniserie        | Belgische coproductie                                 |
| Alle dagen feest                                      | 1976   | Ate de Jong, Otto Jongerius | o.a. Peter Faber, Hans Man in 't Veld                                                             |                  |                                                       |
| Max Havelaar                                          | 1976   | Fons Rademakers             | Peter Faber, Sacha Bulthuis                                                                       | Drama, Historie  |                                                       |
| Wan Pipel                                             | 1976   | Pim de la Parra             | Borger Breeveld, Willeke van Ammelrooy                                                            |                  |                                                       |
| Dood van een Non                                      | 1976   | Paul Collet, Pierre Drouot  | Josine van Dalsum                                                                                 | Drama            | Belgische coproductie                                 |
| Vandaag of morgen                                     | 1976   | Roeland Kerbosch            | Ton van Duinhoven, Wim de Haas                                                                    |                  |                                                       |
| Peter en de vliegende autobus                         | 1976   | Karst van der Meulen        | Henny Alma                                                                                        | Jeugd            |                                                       |
| Toestanden                                            | 1976   | Thijs Chanowski             | Helmert Woudenberg, Koop Admiraal                                                                 |                  |                                                       |
| Een stille liefde                                     | 1977   | René van Nie                | Cor van Rijn, Sem de Jong                                                                         |                  |                                                       |
| Blindgangers                                          | 1977   | Ate de Jong                 | Ansje Beentjes, Derek de Lint                                                                     | Drama            |                                                       |
| Bloedverwanten                                        | 1977   | Wim Lindwer                 | Maxim Hamel, Sophie Deschamps                                                                     | Horror, Komedie  |                                                       |
| Het debuut                                            | 1977   | Nouchka van Brakel          | Marina de Graaf, Gerard Cox                                                                       | Drama            |                                                       |
| De Peetmoeder                                         | 1977   | Tom Manders jr.             | Teddy Schaank, Bert Dijkstra                                                                      | Drama, Thriller  |                                                       |
| Rembrandt fecit 1669                                  | 1977   | Jos Stelling                | Frans Stelling, Ton de Koff                                                                       | Historie         |                                                       |
| Doctor Vlimmen                                        | 1977   | Guido Pieters               | Peter Faber                                                                                       |                  | Coproductie met België                                |
| Soldaat van Oranje                                    | 1977   | Paul Verhoeven              | Rutger Hauer, Jeroen Krabbé                                                                       |                  |                                                       |
| Pastorale 1943                                        | 1978   | Wim Verstappen              | Renée Soutendijk, Frederik de Groot                                                               | Oorlog           | Naar het boek van Simon Vestdijk                      |
| Mysteries                                             | 1978   | Paul de Lussanet            | Sylvia Kristel, Rutger Hauer                                                                      |                  |                                                       |
| Pinkeltje                                             | 1978   | Harrie Geelen               | Aart Staartjes Wieteke van Dort                                                                   | Jeugd            |                                                       |
| Doodzonde                                             | 1978   | René van Nie                | Cor van Rijn, Chris Lomme                                                                         |                  | Doodzonde op filmfestival.nl                          |
| Dag Dokter!                                           | 1978   | Ate de Jong                 | André van den Heuvel, Astrid Wijn                                                                 |                  | Dag Dokter op filmfestival.nl                         |
| Camping                                               | 1978   | Thijs Chanowski             | Peter Faber, Shireen Strooker                                                                     | Komedie          |                                                       |
| De mantel der liefde                                  | 1978   | Adriaan Ditvoorst           | Joost Prinsen, Hans Boskamp                                                                       | Drama            |                                                       |
| Nacht zonder zegen                                    | 1978   | Jan Dorresteijn             | Geert Tijssens, Ingrid de Vos                                                                     |                  |                                                       |
| Meneer Klomp                                          | 1978   | Otto Jongerius              | Leo de Hartogh, Mirjam van Loon                                                                   | Drama            |                                                       |
| Martijn en de magiër                                  | 1979   | Karst van der Meulen        | Lex Goudsmit Joost Prinsen                                                                        | Jeugd            |                                                       |
| Andy, bloed en blond haar                             | 1979\| | Frank Wiering               |                                                                                                   | Drama            | Andy, bloed en blond haar op filmfestival.nl          |
| Mijn vriend                                           | 1979   | Fons Rademakers             | Peter Faber                                                                                       | Misdaad Drama    |                                                       |
| Duel in de diepte                                     | 1979   |                             |                                                                                                   | Miniserie        |                                                       |
| Grijpstra en de Gier                                  | 1979   | Wim Verstappen              | Rijk de Gooyer, Rutger Hauer                                                                      | Misdaad Drama    |                                                       |
| Kort Amerikaans                                       | 1979\| | Guido Pieters               | Derek de Lint, Tingue Dongelmans                                                                  | Thriller Drama   | Naar het boek van Jan Wolkers                         |
| Een vrouw als Eva                                     | 1979   | Nouchka van Brakel          | Monique van de Ven, Maria Schneider                                                               | Drama            | Een vrouw als Eva op filmfestival.nl                  |
| Een pak slaag                                         | 1979   | Bert Haanstra               | Kees Brusse, Paul Steenbergen                                                                     | Drama            |                                                       |
| Opname                                                | 1979   | Marja Kok, Erik van Zuylen  | Helmert Woudenberg, Frank Groothof                                                                | Drama            |                                                       |
| Twee vrouwen                                          | 1979   | George Sluizer              | Bibi Andersson, Anthony Perkins                                                                   | Drama            | Naar het boek van Harry Mulisch                       |
| Cha Cha                                               | 1979   | Herbert Curiel              | Herman Brood, Nina Hagen                                                                          | Documentaire     |                                                       |
| Uit elkaar                                            | 1979   | Herman van Veen             | Herman van Veen, Monique van de Ven                                                               | Drama            |                                                       |
| De verwording van Herman Dürer                        | 1979   |                             |                                                                                                   |                  | Naar het boek van Leon de Winter                      |

1896-1909 · 1910-19 · 1920-29 · 1930-39 · 1940-49 · 1950-59 · 1960-69 · 1970-79 · 1980-89 · 1990-99 · 2000-09 · 2010-19
· 2020-29